# Берестя-Поліський
Бе́рестя-Полíський (біл. Брэ́ст-Палескі) — залізнична станція Берестейського відділення Білоруської залізниці на лінії Хотислав — Берестя-Центральний. Розташована на південному заході міста Берестя Берестейської області.

## Пасажирське сполучення
На станції Берестя-Поліський зупиняються регіональні поїзди економкласу сполученням:
- Берестя — Хотислав;
- Берестя — Влодава.